# Kelvin Cato
Pour les articles homonymes, voir Cato.
Kelvin Cato, né le 26 août 1974 à Atlanta en Géorgie, est un ancien joueur américain de basket-ball. Il évoluait au poste de pivot.